# Baldwin Park, California
Baldwin Park là một thành phố ở trung tâm thung lũng San Gabriel thuộc quận Los Angeles trong tiểu bang California, Hoa Kỳ. Thành phố có tổng diện tích 6.786 dặm vuông Anh (17.580 km2), trong đó diện tích đất là 6.631 dặm vuông Anh (17.170 km2). Theo điều tra dân số Hoa Kỳ năm 2010, thành phố có dân số 76.000 người, là thành phố lớn thứ 83 bang California năm 2010.